# خوزه رایدان

خوزه رایدان

خوزه رایدان (به پرتغالی: José Raydan) یک منطقهٔ مسکونی در برزیل است که در میناز ژرایس واقع شده‌است. خوزه رایدان ۵٬۰۵۰ نفر جمعیت دارد.